# Rave de mar
|  | Per a altres significats, vegeu «Coleta». |

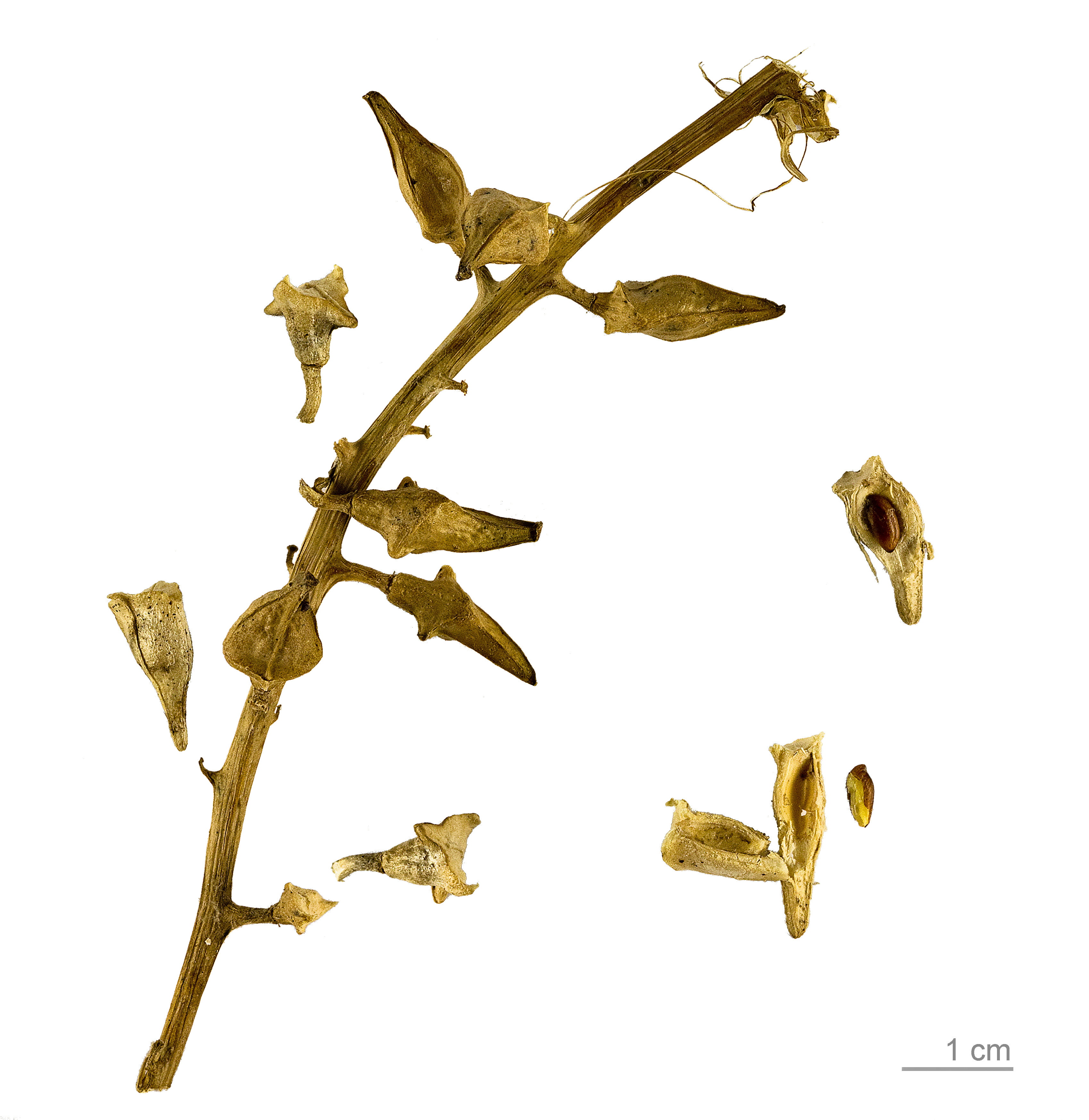
Cakile maritima

El rave de mar (Cakile maritima) és una espècie de planta, l'única del gènere Cakile que viu als Països Catalans, també és present a gran part d'Europa especialment al litoral. En altres llocs del món com els Estats Units es considera una espècie invasora. Planta anual halòfita que creix a la sorra de les platges. Les fulles són carnoses de color verd amb tints porpra o magenta i amb lòbuls llargs. Les flors són blanques a porpra pàl·lid. Els fruits són síliqües d'1 a 3 cm de llarg. Suren a l'aigua i s'hi dispersen.